# Farmacocinètica
La farmacocinètica (moltes vegades abreujada com PK) és la branca de la farmacologia que estudia tan de manera descriptiva com matemàtica els processos que pateixen per part de l'organisme les substàncies administrades fins que són completament eliminades, entenent com a substància administrada no solament els fàrmacs sinó qualsevol xenobiòtic, ja sigui un fàrmac, un pesticida, un additiu, etc. La farmacocinètica és doncs l’estudi de com l’organisme afecta el fàrmac mentre que, pel contrari, la farmacodinàmica estudia com el fàrmac afecta l’organisme. Conjuntament determinaran la dosi del fàrmac, els beneficis i efectes adversos.

## Visió general
L'efecte d'un fàrmac està molt relacionat amb la quantitat de molècula que un cop administrada pugui arribar fins al teixit on ha de fer la seva acció. El camí que seguirà una substància administrada en un organisme dependrà de molts factors com seran, les propietats d'aquest i dels excipients que l'acompanyen, la via d’administració, les característiques de les membranes biològiques i la seva permeabilitat a les diferents substàncies, les característiques de les reaccions enzimàtiques que inactiven el fàrmac, les possibles vies d’excreció, etc. Per això, són coneixements necessaris per a la correcta comprensió de la farmacocinètica de cada un dels fàrmacs.
Per tal de simplificar l’anàlisi dels nombrosos processos que tenen lloc sobre el fàrmac dins d'un organisme s'han desenvolupat diferents models que permeten una anàlisi matemàtica. Entre aquests models, el que s'ajusta més a la realitat és l’anomenat model multi o policompartimental. Aquest model, però, és matemàticament complex per lo que molts cops s'usen altres demés simples com poden ser els models mono i bicompartimentals, els resultats dels quals no són significativament diferents al multicompartimental.
Els diferents compartiments entre el que es divideix el model s'agrupen amb l'acrònim d'ADME i es refereixen a les successives fases que travessa el fàrmac en el cos des que entra en contacte amb l'organisme fins que és completament eliminat. Aquestes fases són:
- Absorció: arribada del principi actiu fins al torrent circulatori. L’eficàcia d’aquest procés dependrà entre altres factors, de les característiques moleculars del compost i de la via a través de la qual s'administri.
- Distribució: es refereix als processos de transport del compost fins als diferents teixits de l’organisme. Tindrà lloc normalment a través del plasma o de la limfa i vindrà limitat per una sèrie de barreres presents en l’organisme.
- Metabolització o inactivació, modificació de la molècula per part de l'organisme en ser reconeguda per l’organisme com una substància estranya. Les modificacions més significatives seran dutes a terme per una sèrie d’enzims com poden ser els citocroms de la via P450 o les glucoronosil transferases.
- Excreció: eliminació del fàrmac o dels residus (metabòlits secundaris) que quedin d’ell. En alguns casos, el compost s'acumularà irreversiblement a l’organisme.

A vegades s'inclou una altra fase primerenca que considera l'alliberament del fàrmac de la seva coberta protectora com un aspecte diferent al de l'absorció i en aquest cas es parla de LADME.
L’acció del cos sobre el fàrmac en cada una d’aquestes fases depèn de factors propis de la substància administrada i del propi cos. Tots aquests conceptes poden ser representats per fórmules matemàtiques que tenen la seva corresponent representació gràfica. L’ús d’aquests models permet no tan sols conèixer les característiques farmacocinètiques de la molècula administrada sinó també predir el comportament que tindrà un determinat fàrmac en quant a la capacitat de ser absorbit o distribuït en l’organisme a partir d’algunes de les seves característiques  fisicoquímiques bàsiques com són el seu pKa, la seva biodisponibilitat o la seva solubilitat.
Els gràfics resultants de l'estudi farmacocinètic d'un fàrmac són molt importants per a la indústria. Permeten predir com es pot millorar el comportament del fàrmac permet i així millorar l'eficàcia d'aquests i disminuir la seva toxicitat. També permeten per exemple calcular la bioequivalència quan es produeixen medicament genèrics. De fet, la farmacocinètica clínica proporciona pautes per a la correcta gestió dels fàrmacs, buscant la màxima eficàcia i utilitat per als professionals de la medicina humana i veterinària.

## Farmacocinètica descriptiva: ADME
L'acrònim internacional ADME, que s'utilitza sovint per designar la farmacocinètica, fa referència als quatre processos principals que la conformen: Absorció (A), Distribució (D), Metabolisme (M) i Excreció (E). Aquest acrònim pot comportar l’error d’interpretar que una molècula passa per aquests processos en un ordre seqüencial. En realitat, les etapes A, D, M i E es produeixen de manera concomitant i dinàmica. Així, per exemple, part de la dosi d'un fàrmac administrat per via oral ja es pot filtrar a nivell glomerular (Eliminació) mentre que tota la dosi encara no s'ha absorbit completament a nivell digestiu (Absorció). Hem de considerar doncs que les fases A, D, M i E tenen lloc simultàniament dins de l'organisme. Apart de les quatre fases clàssiques, alguns llibres incorporen una primera fase d'alliberament (liberation en anglès) del fàrmac de la seva forma farmacèutica i per tant, parlen d'estudis LADME i encara d'altres inclouen en l'estudi de la farmacocinètica la toxicitat induïda pel fàrmac per lo que parlen d'estudis LADMET.

### Absorció
Durant l’absorció la substància activa ha de travessar les membranes biològiques fins a arribar a la sang per entrar a la circulació sistèmica. El pas per la membrana (reabsorció) es fa sobretot per difusió passiva, la velocitat de la qual es regeix per la llei de Fick. Aquesta llei indica que la velocitat és inversament proporcional al gruix de la membrana considerada, i depèn de la liposolubilitat del compost (Ks), de la superfície d'intercanvi, així com del diferencial de concentració a banda i banda de la membrana. Per tant, variarà en funció de les característiques del compost i també de la via d’administració utilitzada. Així, per exemple, aquesta llei permet deduir que la reabsorció a l'intestí prim (gran superfície, petit gruix, forta vascularització que garanteix un drenatge i, per tant, una baixa concentració a l'altre costat de la membrana) pot ser molt eficaç.
Pel que fa a les característiques fisicoquímiques dels compostos:
- La seva absorció és superior quan més petits són, ja que travessen més fàcilment les membranes biològiques.
- Augmenta si el fàrmac no es troba ionitzat. A partir de l'equació de Henderson-Hasselbalk, que mostra com el grau d‘ionització d’un compost depèn del pH del medi, es por predir per exemple si un compost serà absorbit més fàcilment en l’estómac, que té un pH àcid, (serà màxima per a molècules amb un pKa àcid) o l’intestí, que té un pH més bàsic.
- Les substàncies apolars (liposolubles) travessen més fàcilment les membranes però tot i això cal tenir  en compte que també ha de poder ser dissolta.

La via d’administració també determina com s'absorbeixen els fàrmacs.
Principalment podem distingir les següents vies:

#### Vies enterals
Són aquelles en que l’absorció es dona en algun punt del sistema digestiu. Podem distingir-ne tres:
- Via oral: és la més còmoda i la més usada. L’absorció es dona sobretot a nivell intestinal però alguns fàrmacs com l'àcid acetil salicílic també s'absorbeixen a l’estómac. Un inconvenient és que les substàncies són absorbides i transportades al fetge que és el principal òrgan que metabolitza els fàrmacs i facilita la seva eliminació (efecte del primer pas).[7]

- Via sublingual: el fàrmac s'absorbeix a través de l’epiteli de sota la llengua i arriba directament a la vena cava superior. És una via ràpida d’absorció i se sol usar per a l’administració d’alguns fàrmacs que requereixen urgència.

- Via rectal: a través de supositoris i enemes. El fàrmac no pateix degradació per part dels enzims digestius. Està indicada quan la deglució pot ser dificultosa com per exemple en nadons ja que no requereix voluntarietat. És la via d’absorció més lenta de les tres.

#### Vies parenterals
L’administració del fàrmac es realitza amb l’ajuda d’una agulla. En tots els casos s'aconsegueix un 100% d’absorció. Podem distingir:
- Via intravenosa: s'aconsegueix una absorció instantània.

- Via intramuscular: el fàrmac es diposita dins del múscul i es va alliberant més lentament.

- Via subcutània: és la més dolorosa.

Altres vies d’administració poden ser la dèrmica, la nasal, la conjuntival, la inhalatòria o l’epidural.

### Distribució
El fàrmac que arriba al sistema circulatori té l’oportunitat de distribuir-se per l’organisme arribant a l’espai intersticial i intracel·lular. Cada òrgan pot rebre una dosi diferent de fàrmac i aquest pot romandre en els diferents òrgans un temps variable. La distribució entre teixits depèn de la permeabilitat vascular, el grau de vascularització de cada òrgan, la velocitat de perfusió, la capacitat del fàrmac d’unir-se a  les proteïnes del plasma i la seva liposolubilitat, i l’existència de diferents barreres fisiològiques.
Alguns fàrmacs tenen gran capacitat d’unir-se a diferents proteïnes plasmàtiques, com l'albúmina sèrica, les lipoproteïnes, glicoproteïnes  i les-, ß-, i – γ-globulines, i en aquest estat no travessaran la paret de l'endoteli. Per altra banda, la permeabilitat dels capil·lars varia entre teixits, sent per exemple alta en el fetge i molt menor en la retina. Quan major sigui la irrigació i la permeabilitat vascular d’un òrgan, major serà la dosi que s'hi podrà alliberar. També cal considerar que aquelles substàncies que tinguin un marcat caràcter lipofílic podran ser segrestades per estructures lipídiques i romandre de manera permanent en un determinat òrgan. El grau de distribució d’un determinat compost es pot estimar a partir del seu volum de distribució, que correspondria al volum del cos necessari per diluir la dosi del fàrmac a la concentració en la que el trobem en el plasma. Quan major sigui aquest volum aparent, major serà la distribució de la molècula.

### Metabolització
El cos reacciona a la presència de qualsevol substància estranya (xenobiòtic) modificant-la per tal de poder excretar-la amb més facilitat. Aquestes reaccions tenen lloc sobretot en el fetge i per això, els com que les substàncies absorbides per l’intestí són enviades a aquest òrgan a través de les venes mesentèriques i la vena cava superior, part dels fàrmacs administrats per la via d’administració oral seran directament modificats, fenomen que es coneix com efecte del primer pas. Com a resultat d'aquesta modificació molts fàrmacs perden la seva activitat, o guanyen noves activitats terapèutiques, per lo que és rellevant conèixer amb quina eficiència es dona aquest procés. Per altra banda, en alguns casos, la modificació de la substància pot produir un compost que sigui molt més tòxic i també és important conèixer si existeix aquesta possibilitat. És el cas, per exemple de la talidomida que té efectes teratogènics després de ser modificada per l’organisme. Finalment, hi ha fàrmacs que són administrats de manera no activa i és el propi cos el que els modifica convertint-los en substàncies terapèutiques. En aquest cas parlem de profàrmacs i és el cas, per exemple, d’algunes estatines com la simvastatina i la lovastatina. La modificació es dona en diferents tipus de fases. Les reaccions de fase I consisteixen en la modificació de l’estructura del fàrmac ja sigui per oxidació o reducció que alteren grups funcionals del fàrmac o per hidròlisi, que trenquen la molècula. Les reaccions de fase II en les que es produeix la conjugació del fàrmac a substàncies molt hidròfiles que faciliten la seva excreció per l’orina o la bilis. Les reaccions de fase III són aquelles produïdes pels bacteris de l’intestí i es poden donar en fàrmacs ingerits oralment o bé en fàrmacs excretats per la bilis.

#### Reaccions de fase I
Solen introduir un grup reactiu en la molècula que servirà com a punt de conjugació en les reaccions de fase II. Els principals enzims que catalitzen aquest tipus de reaccions són els enzims del citocrom P450 (CYP450). El CYP450 és un complex enzimàtic que engloba una superfamíla d’hemoproteïnes localitzades sobretot en el reticle endoplasmàtic de cèl·lules del fetge i l’intestí (tot i que també s'expressen en menor mesura en els ronyons, els pulmons i la pell) que metabolitzen una gran diversitat de substrats. En humans aquesta família està composta per 43 subfamílies que es diferencien pels substrats que modifiquen i la velocitat de reacció. La reacció fonamental que catalitzen és la mono-oxigenació a partir d’oxigen molecular usant NADPH com a donador d’electrons:
RH + O₂ + NADPH + H -------> ROH + H₂O + NADP+
Entre altres enzims extra-microsomals que també catalitzen reaccions de fase I hi ha les alcohol i aldehid deshidrogenases, les glutatió peroxidases, la monoamina oxidasa o la xantina oxidasa. Els canvis produeixen normalment un augment de polaritat de la molècula. De vegades els propis fàrmacs o alguns dels seus metabòlits són capaços de modificar la capacitat metabòlica d’aquests enzims, augmentant o disminuint la seva activitat. Aquesta inducció o inhibició enzimàtica comporta una millora o empitjorament de l’eliminació del fàrmac, i subseqüentment un possible augment de la toxicitat o bé una disminució del seu efecte.

#### Reaccions de fase II
Durant les reaccions de fase II el xenobiòtic és unit a molècules hidrofíliques com l'àcid glucorònic, el glutatió, la glicina, o un molècula de sulfat. Aquestes reaccions estan catalitzades per un gran grup d’enzims denominats transferases que conjuntament poden conjugar quasi qualsevol molècula hidrofòbica que presenti algun grup electrofílic o polar. Un dels més importants és la glutatió-S-transferasa.

### Excreció
Les principals organs implicats en l'excreció d'un fàrmac són el ronyó, amb l'orina, i el fetge, amb la bilis. Existeixen altres vies menors com són pels pulmons en exhalar, per la pell amb la suor o a través de les llàgrimes o la llet materna. Les substàncies hidrosolubles i petites s'excreten a través del ronyó. Moltes de les molècules que són conjugades en les reaccions de fase II s'excreten amb la bilis. A diferència de l'ornia, l'excreció amb la bilis no és definitiva ja que a nivell d'intestí es produeix la reabsorció d'una part important de la bilis, juntament amb el fàrmac excretat, en el que es coneix com circulació enterohepàtica.

## Mesures farmacocinètiques
La farmacocinètica permet comprendre com el cos afecta a cada fàrmac a partir de l'anàlisi d'una sèrie de mesures. De manera general, els experiments consisteixen en administrar a través d'una determinada via una determinada dosi d'un fàrmac, o un conjunt de dosis espaiades per un interval de temps, i determinar la concentració d'aquest fàrmac en el plasma a diferents temps a partir del moment d'administració. En alguns casos també es pot determinar la concentració del fàrmac excretat a través de l'orina. Amb aquestes dades es pot representar la variació de la concentració de fàrmac a través del temps des del moment de l'administració i determinar la màxima concentració assolida (Cmax) i el temps necessari per assolir-la (tmax). També es pot determinar l'àrea que ocupa aquesta corba (AUC) que és una mesura de l'exposició total de l'organisme al fàrmac.
A partir d'aquestes mesures es poden determinar tota una sèrie de paràmetres que permeten entendre el comportament farmacocinètic de la molècula administrada. Pel que fa a l'absorció, el paràmetre més important és la biodisponibilitat, que és la fracció de fàrmac que arriba a la circulació. Aquesta es determina a partir del quocient entre l'AUC del fàrmac administrat entre l'AUC del mateix fàrmac quan s'administra per via intravenosa (en aquest cas l'arribada al torrent circulatori és del 100%). Pel que fa a la distribució, el paràmetre més important és el volum de distribució, que és el volum aparent que el fàrmac ocupa dins del cos. Pel que fa a l'eliminació, es pot calcular la vida mitjana o la velocitat d'eliminació però el paràmetre més important és la depuració que és el volum de plasma del que s'elimina el fàrmac per unitat de temps.
A la taula següent s'expliciten la majoria de paràmetres farmacocinètics que es poden calcular i la fórmula necessària per a fer-ho.
| Paràmetre                | Descripció | Symbol                                       | Untats                                         | Fórmula |
| ------------------------ | --- | -------------------------------------------- | ---------------------------------------------- | --- |
| Dosi                     | Quantitat de fàrmac administrat | {\displaystyle D}                            | {\displaystyle \mathrm {mol} }                 | Decidida per l'investigador |
| Interval de dosis        | Temps transcurregut entre les successives administracions del fàrmac.                                                                                           | {\displaystyle \tau }                        | {\displaystyle \mathrm {h} }                   | Decidit per l'investigador |
| Cmax                     | Concentració de fàrmac màxima que s'assoleix a nivell plasmàtic després de la seva administració.                                                               | {\displaystyle C_{\text{max}}}               | {\displaystyle \mathrm {mmol/L} }              | Mesura directa |
| tmax                     | Temps per assolir la Cma. des del moment de l'administració. | {\displaystyle t_{\text{max}}}               | {\displaystyle \mathrm {h} }                   | Mesura directa |
| Cmin                     | Concentració més baixa de fàrmac en plasma i s'assoleix just en el moment de l'administració de la següent dosi.                                                | {\displaystyle C_{{\text{min}},{\text{ss}}}} | {\displaystyle \mathrm {mmol/L} }              | Mesura directa |
| Cavg                     | Concentració mitjana del fàrmac en el plasma durant l'interval de dosis en l'estat estacionari.                                                                 | {\displaystyle C_{{\text{av}},{\text{ss}}}}  | {\displaystyle \mathrm {h\times mmol/L} }      | {\displaystyle {\frac {AUC_{\tau ,{\text{ss}}}}{\tau }}} |
| Volum de distribució     | Volum aparent en el qual el fàrmac és distribuït (relaciona la dosi de fàrmac dins del cos amb la concentració d'aquest en el plasma).                          | {\displaystyle V_{\text{d}}}                 | {\displaystyle \mathrm {L} }                   | {\displaystyle {\frac {D}{C_{0}}}} |
| Concentració             | Quantitat de fàrmac en un volum donat de plasma. | {\displaystyle C_{0},C_{\text{ss}}}          | {\displaystyle \mathrm {mmol/L} }              | {\displaystyle {\frac {D}{V_{\text{d}}}}} |
| Semivida d'absorció      | Temps necessari per tal que un 50% de la dosi de fàrmac arribi al sistema circulatori. to be absorbed into the systemic circulation.                            | {\displaystyle t_{{\frac {1}{2}}a}}          | {\displaystyle \mathrm {h} }                   | {\displaystyle {\frac {\ln(2)}{k_{\text{a}}}}} |
| Velocitat d'absorció     | Velocitat a la qual un fàrmac arriba al sistema circulatori per via oral o altres vies extra-vasculars.                                                         | {\displaystyle k_{\text{a}}}                 | {\displaystyle \mathrm {h} ^{-1}}              | {\displaystyle {\frac {\ln(2)}{t_{{\frac {1}{2}}a}}}} |
| Vida mitja               | Temps necessari per tal que la concentració de fàrmac disminueixi a la meitat del seu valor original.                                                           | {\displaystyle t_{{\frac {1}{2}}b}}          | {\displaystyle \mathrm {h} }                   | {\displaystyle {\frac {\ln(2)}{k_{\text{e}}}}} |
| Velocitat d'eliminació   | Velociat a la qual un fàrmac és eliminat del cos. | {\displaystyle k_{\text{e}}}                 | {\displaystyle \mathrm {h} ^{-1}}              | {\displaystyle {\frac {\ln(2)}{t_{{\frac {1}{2}}b}}}={\frac {CL}{V_{\text{d}}}}} |
| Velocitat d'infusió      | Velocitat d'infusió intravenosa d'un fàrmac per tal de compensar l'eliminació d'aquest.                                                                         | {\displaystyle k_{\text{in}}}                | {\displaystyle \mathrm {mol/h} }               | {\displaystyle C_{\text{ss}}\cdot CL} |
| Àrea sota la corba (AUC) | Integral de la corba de variació de la concentració de fàrmac al llarg del temps ja sigui després de l'administració d'una dosi única o en l'estat estacionari. | {\displaystyle AUC_{0-\infty }}              | {\displaystyle \mathrm {M} \cdot \mathrm {s} } | {\displaystyle \int _{0}^{\infty }C\,\mathrm {d} t} |
| Àrea sota la corba (AUC) | Integral de la corba de variació de la concentració de fàrmac al llarg del temps ja sigui després de l'administració d'una dosi única o en l'estat estacionari. | {\displaystyle AUC_{\tau ,{\text{ss}}}}      | {\displaystyle \mathrm {M} \cdot \mathrm {s} } | {\displaystyle \int _{t}^{t+\tau }C\,\mathrm {d} t} |
| Depuració                | Volum de plasma del que s'elimina de manera permanent el fàrmac per unitat de temps.                                                                            | {\displaystyle CL}                           | {\displaystyle \mathrm {m} ^{3}/\mathrm {s} }  | {\displaystyle V_{\text{d}}\cdot k_{\text{e}}={\frac {D}{AUC}}} |
| Biodisponibilitat        | Porció de la dosi administrada de fàrmac que assoleix el sistema sanguini.                                                                                      | {\displaystyle f}                            | Unitless                                       | {\displaystyle {\frac {AUC_{\text{po}}\cdot D_{\text{iv}}}{AUC_{\text{iv}}\cdot D_{\text{po}}}}} |
| Fluctuació               | Fluctuació pic-vall dins d'un interval de dosificació en estat estacionari.                                                                                     | {\displaystyle \%PTF}                        | {\displaystyle \%}                             | {\displaystyle 100{\frac {C_{{\text{max}},{\text{ss}}}-C_{{\text{min}},{\text{ss}}}}{C_{{\text{av}},{\text{ss}}}}}} where {\displaystyle C_{{\text{av}},{\text{ss}}}={\frac {AUC_{\tau ,{\text{ss}}}}{\tau }}} |

- El procés d'absorció es pot veure com l'augment de la quantitat d'un compost o una dosi x introduïda dins d'un sistema. L'absorció estudia intentar definir l'índex de l'entrada,dx/dt, de la dosi x. Per exemple, un índex constant, R, d'un fàrmac podria ser 1 mg/h, mentre que la integral sobre el temps de dx/dt es refereix com el grau de l'entrada del fàrmac, x(t) (la quantitat total de fàrmac x administrat fins a un cert temps). De vegades s'assumeix que el fàrmac s'absorbeix pel tracte intestinal en forma d'índex d'absorció de 1r ordre designat com {\displaystyle K_{a}}. Els perfils complexos d'absorció poden ser creats amb l'ús de l'alliberament controlat, estès, retardat o sincronitzat de fàrmacs des d'una forma de dossificació.
- Els processos de disposició es poden considerar com l'aïllament del sistema d'una dosi. El procés de disposició distribueix el compost o la substància dins del sistema, el converteix o el metabolitza, i elimina el compost matriu o els seus productes incorporant-los a les rutes d'eliminació corporal. De vegades els compostos o els llurs productes poden romandre indefinidament en el sistema mitjançant rutes metabòliques que els incorporen dins de sistema.

La forma funcional de l'aparent depuració sistèmica (en anglès, clearance)Cl, d'un fàrmac x és -(dx/dt)/c(t), on x(t) és la quantitat de droga present i c(t) és la concentració observada del fàrmac (com en el plasma sanguini). Per a un fàrmac monocompartimental administrat intravenòsicament (entrada en embolada) l'equació diferencial de 1r ordre que regeix és:
{\displaystyle {\frac {d(c(t))}{dt}}=-(K/V)\cdot c(t)\qquad (1)}
{\displaystyle c(t)=c(0)\cdot e^{-{\frac {K\cdot t}{V}}}\qquad (2)}
Per a un fàrmac s'assumeix obeir la farmacocinètica monocompartimental, el Cl és igaul a K. V/K és una constant de l'índex d'eliminació de 1r ordre i Vés el volum de distribució de la substància (fàrmac), o proporcionalment constant entre x(t) i c(t), és a dir x(t)=c(t)·V. Amb l'equació (2), la vida mitjana del fàrmac es pot demostrar que és igual a ln(2)·V/K (col·locar c(t)=c(0)/2 i resoldre t). La integral total de c(t) sobre el temps (o l'Àrea Sota la Corba, ASC) s'utilitza per a calcular la biodisponibilitat, F, d'una substància o compost, la qual dona el percentatge de la dosi que arriba a la circulació sistèmica.
La teoria de sistemes lineals s'ha aplicat per a modelar molts sistemes farmacocinètics quan la linearibilitat està assumida. El test de linearibilitat d'un fàrmac s'obté observant l'ASC de bastants dosis administrades. Si l'ASC varia directament amb la dosi administrada aleshores la depuració sistèmica aparent del fàrmac, Cl, roman constant. Tanmateix, la farmacocinètica pot determinar la linearibilitat o no-linearibilitat, i la variabilitat enfront del temps davant el model matemàtic involucrat per a qualsevol d'aquests processos. El processos lineals farmacocinètics són generalment els menys complexos a estudiar, mentre que un sistema no-lineal i variable enfront del temps poden ser molt difícils de resoldre i poden no tenir una solució aïllada i numèrica. La farmacocinètica comprèn un gran camp de coneixement matemàtic amb molts experts treballant-hi. Aquesta ciència té arrels en l'enginyeria, l'estadística, la cinètica química i la medicina.

## Temes relacionats
- Biodisponibilitat
- Cinètica química